# Arcipelago di Pointe-Géologie
L'arcipelago di Pointe-Géologie, conosciuto anche come arcipelago Géologie è un insieme di piccole isole rocciose a nord di Capo Géodésie e del Ghiacciaio Astrolabe che si estende dall'isola di Elena a ovest fino alle isole Dumoulin a est, nella Terra Adelia in Antartide. L'arcipelago comprende 8 isole principali, la più grande delle quali, l'isola dei Petrelli, è il sito della base antartica francese Dumont d'Urville.

## Storia
La spedizione francese guidata dal capitano Jules Dumont d'Urville sbarcò a Rocher du Débarquement nelle isole Dumoulin il 22 gennaio 1840. Poiché furono prelevati campioni di roccia, questo identifico questa zona costiera come "Pointe Géologie", situata a sud di Rocher du Débarquement. L'arcipelago fu successivamente delineato, in parte, da foto aeree scattate dall'Operazione Highjump della Marina degli Stati Uniti nel 1946-1947. In seguito ai rilevamenti effettuati dai gruppi della spedizione antartica francese durante il periodo 1950-52, questi gli diedero il nome Arcipelago di Pointe-Géologie all'intera zona poiché si ritiene che la zona costiera dove sbarcò d'Urville sia correlata con parte del gruppo di isole rientranti in questo arcipelago
Nel 1952 fu costruita la base Marret, una piccola base sull'Isola dei Petrelli per studiare una vicina colonia di pinguini imperatori. Poiché la base principale, Port Martin, fu distrutta da un incendio nella notte del 23 gennaio 1952, Base Marret fu scelta come sito di svernamento per il 1952-53. La nuova base principale, la Dumont d'Urville, fu costruita sulla stessa isola a 62 km a ovest di Port Martin. Fu aperta il 12 gennaio 1956 per servire come centro per la ricerca scientifica francese durante l'anno geofisico internazionale 1957–58. Da allora la stazione è rimasta in uso.

## Fauna
L'arcipelago ospita colonie riproduttive di sette differenti specie di uccelli: il pinguino imperatore (Aptenodytes forsteri), il pinguino di Adelia (Pygoscelis adeliae), l'ossifraga del sud (Macronectes giganteus), il petrello delle nevi (Pagodroma nivea), il petrello delle nevi (Daption capense), lo stercorario di McCormick (Stercorarius maccormicki), l'uccello delle tempeste di Wilson (Oceanites oceanicus).
È inoltre sito di riproduzione della foca di Weddell (Leptonychotes weddellii).

## Conservazione
Un zona nel cuore dell'arcipelago, comprendente quattro isole (Jean Rostand, Le Mauguen, Lamarck e  Claude Bernard), un nunatak (il ‘Good Doctor Nunatak’ o ‘Nunatak Bon Docteur’) e un sito di riproduzione del pinguino imperatore situato sulla banchisa interposta, è protetta dal Trattato Antartico come Area Specialmente Protetta dell'Antartide (ASPA 120). È stato designato come tale perché contiene esempi rappresentativi degli ecosistemi terrestri antartici..
Un sito di 37 ettari coincidente con l'Area Specialmente Protetta è stato designata Important Bird Area (IBA) da BirdLife International perché ospita circa 3.600 coppie di pinguini imperatori e circa 54.000 coppie di pinguini di Adelia, sulla base delle stime del 2013.